# Psihodijagnostika
Psihodijagnostika je specijalistički postupak za koji su obrazovani i specijalizirani psiholozi. Prema Zakonu o psihološkoj djelatnosti u Hrvatskoj, psihodijagnostika je jedan od osnovnih ciljeva psihološke djelatnosti, i eksplicitno je zabranjeno tvrditi da se stručnjaci nepsiholozi bave nekim aspektima (pa tako i psihodijagnostikom) psihološke djelatnosti. 
Cilj psihodijagnostike je dijagnostika, klasifikacija i kategorizacija psihičkih poremećaja, psihičkih problema i poteškoća, prognoza i predikcija budućeg ponašanja, opisivanje ličnosti, neuropsiholoških karakteristika, i drugih kognitivnih sposobnosti.